# Progreso de Obregón
Progreso de Obregón là một đô thị thuộc bang Hidalgo, México. Năm 2005, dân số của đô thị này là 19672 người.